# Madonna di Pozzano
Madonna di Pozzano è l'appellativo con cui si venera, nell'omonima basilica santuario di Castellammare di Stabia, la vergine Maria raffigurata in un quadro mentre, seduta in trono, allatta il Bambino Gesù. Il dipinto risale all'XI - XIII secolo. La Madonna è, insieme a San Catello, compatrona della città stabiese.

## Storia
La tradizione vuole che, in seguito all'iconoclastia, il quadro della Madonna di Pozzano, secondo gli storici una copia della Madonna di Costantinopoli, fosse stato nascosto in un pozzo sulla collina di Pozzano. Diversi secoli dopo, alcuni contadini che risiedevano nei pressi del pozzo, ormai abbandonato e ricoperto di rovi, videro ardere per diverse sere una fiamma, ma impauriti non osarono avvicinarsi; alcuni giorni dopo un gruppo di pescatori, intenti a trainare sulla spiaggia le barche a causa dell'arrivo di un temporale, avrebbe assistito a un'apparizione della Madonna che, ricoperta da un velo bianco, li invitava a cercare il pozzo e a recuperare la sacra immagine aggiungendo:
I pescatori, credendo si trattasse di un'allucinazione, non seguirono l'invito della Vergine, la quale si ripresentò la sera successiva: gli uomini, spaventati, corsero dal vescovo, il quale aveva avuto la stessa visione in sogno. Organizzata una processione, in poco tempo, dopo aver rimosso grandi quantità di rovi, fu ritrovato il pozzo e al suo interno un involucro che conteneva l'effigie della Vergine, miracolosamente ben conservata nonostante l'umidità del luogo. Tuttavia questa leggenda è stata in parte smentita circa le origini del quadro, che ha una datazione posteriore rispetto alla fine dell'iconoclastia.

## Iconografia
L'opera, in stile bizantino-costantinopolitano (così è stata definita nel 1952 da Francesco di Capua), è alta 131 centimetri per 71 di larghezza ed è eseguita su tela di bisso, fatta poi aderire a tavole di legno: la raffigurazione rappresenta la vergine Maria seduta su un trono, poggiato su una nuvola, con in braccio Gesù Bambino mentre viene allattato; lo sguardo della Vergine, con il capo coronato da dodici stelle, è rivolto verso lo spettatore, mentre quello del bambino verso la madre.
I due personaggi sono entrambi vestiti con abiti in rosa-rosso e portano collane e corone, inoltre la Madonna è coperta da un manto celeste, la cui parte inferiore è decorato con stelle; ai bordi laterali del quadro sono raffigurati in piccole lunette i dodici apostoli. Di fattura anonima, l'opera nel corso degli anni è stata attribuita a San Luca, a un ignoto pittore greco e alla scuola toscana; la tela è stata completamente restaurata nel 1995.